# Kokoszczyzna
Kokoszczyzna – osada leśna wsi Świniotop w Polsce, położona w województwie mazowieckim, w powiecie wyszkowskim, w gminie Wyszków.
W latach 1975–1998 Kokoszczyzna administracyjnie należała do województwa ostrołęckiego.